# Georg Österreich
Georg Österreich (getauft 17. März 1664 in Magdeburg; † 6. Juni 1735 in Wolfenbüttel) war ein deutscher Komponist des Barock. Er gilt als Begründer der sogenannten „Sammlung Bokemeyer“, die sich heute in der Staatsbibliothek zu Berlin befindet und als eine der bedeutendsten Musikaliensammlungen des ausgehenden 17. und beginnenden 18. Jahrhunderts gilt. Von seinem kompositorischen Schaffen sind ca. 70 Kirchenkantaten bzw. Geistliche Konzerte erhalten, die ihn als überdurchschnittlich kunstfertigen Verfasser figuraler Kirchenmusik auszeichnen.

## Leben

### Herkunft und Abstammung
Die Familie Österreich stammte ursprünglich aus Augsburg und gehörte einem angesehenen Patriziergeschlecht an. 1552 fiel diese jedoch in Ungnade, da sie versuchte, die bis 1547 bestehende „Zunftherrschaft“ wiederherzustellen, um deren Abschaffung sich Kaiser Karl V. seit 1550 bemüht hatte. In der Folge verlor die Familie Österreich ihre Bürgerrechte und musste Augsburg verlassen.
Ein Großteil der Familie siedelte sich daraufhin in Leipzig an. In Magdeburg hingegen ist eine Familie Österreicher erst ab 1649 in den Kirchenbüchern nachgewiesen. Adam Soltys verweist in diesem Zusammenhang jedoch auf die Zerstörungen durch die Magdeburger Hochzeit, durch die zahlreiche Dokumente verlorengingen, anhand derer sich die Geschichte der Familie Österreicher hätte nachvollziehen lassen.

### Jugend (1664–1686)

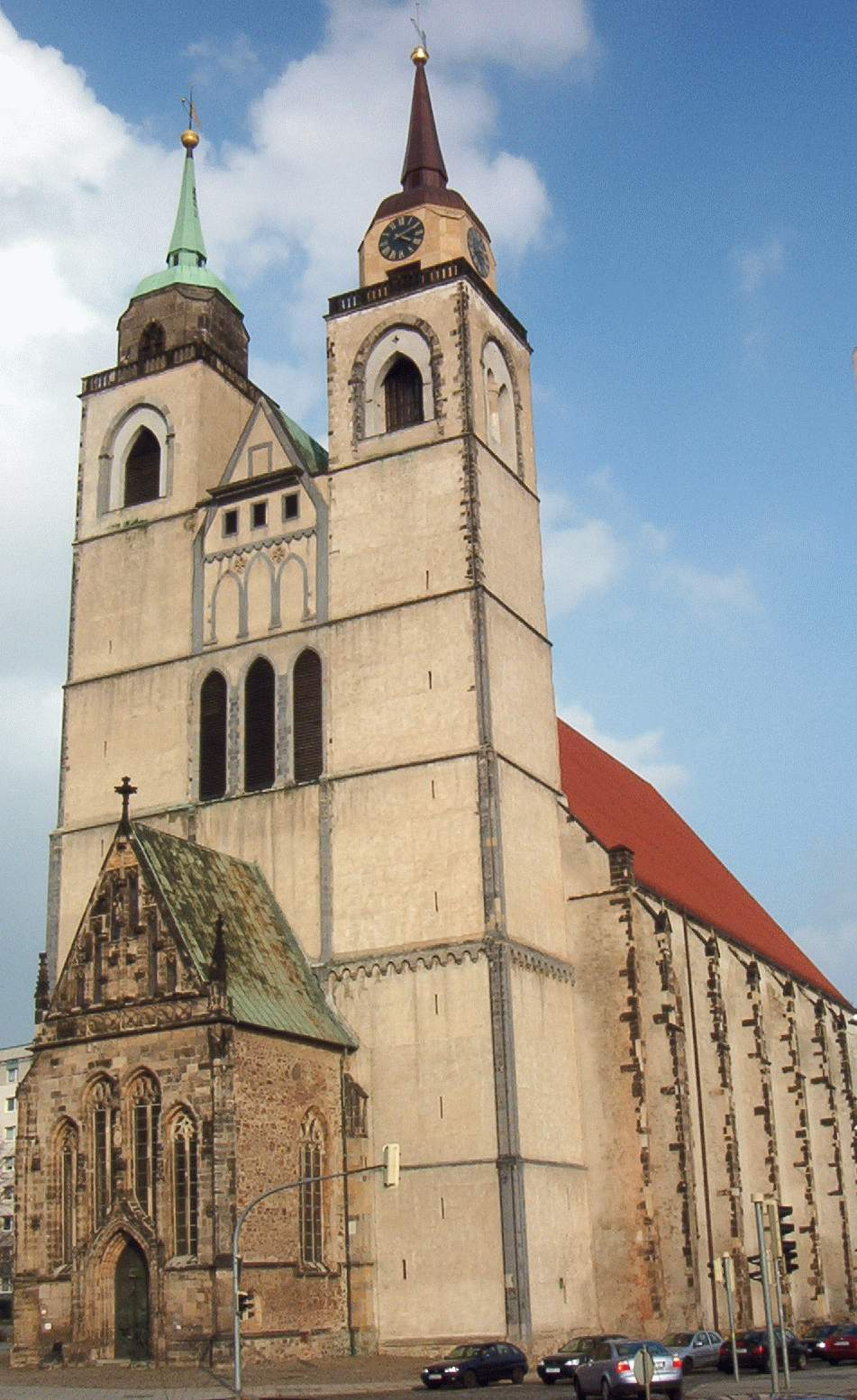
In der Magdeburger Johanniskirche wurde Georg Österreich am 17. März 1664 getauft.

Laut eigenen Aussagen wurde Georg Österreich am 17. März 1664 als Sohn des Bürgers und Brauers Johann (oder Hans) Österreich und seiner Ehefrau Elisabeth Österreich geb. Melitzen in Magdeburg geboren und selben Tag in der dortigen Johanniskirche getauft. Unter den fünf Paten befanden sich auch Georgs gleichnamiger Onkel aus Leipzig (Johann Österreichs Bruder, der bei der Taufe allerdings nicht persönlich anwesend war, sondern durch Andreas Bethge vertreten wurde) und der Magdeburger Kantor Johann Scheffler. Letzterer galt als großer Förderer der zeitgenössischen Kirchenmusik und sorgte auch für die erste musikalische Ausbildung seines Schützlings.
Österreich besuchte zunächst die Schule in Magdeburg und bewarb sich dann, wie zuvor sein Bruder Michael, an der Thomasschule zu Leipzig. Von seinem Taufpaten Johann Scheffler erhielt der inzwischen 14-jährige Österreich ein Empfehlungsschreiben an den Rektor der Thomasschule, dessen Aufzeichnungen von einem „gar gut Lob und Zeugnis“ sprechen. Georg Österreich verpflichtete sich zum zweijährigen Schulbesuch („biennium“) und zeigte sich „gesonnen [...], noch etliche Jahre länger allhier zu bleiben“. Sein Lehrer in dieser Zeit war der Thomaskantor Johann Schelle, der den jungen Sänger förderte und vermutlich auch mit den Kompositionen von Sebastian Knüpfer bekannt machte, die sich Österreich in der Schulbibliothek auslieh. Für die wöchentlich zu bestreitende Figuralmusik in der Thomaskirche wurde Österreich als Altist bald unentbehrlich. Seine unkonventionelle Art zu singen sorgte jedoch auch für Verwirrung unter seinen Lehrern: Johann Gottfried Walther beschreibt in einer Anekdote, dass Österreich „zu des Hrn. Schellen und anderer Verwunderung die ihm zu singen gegebene Partie das unterste oben kehrete und solche also wegsang“.
Als die zwei Jahre, für die sich Österreich an der Thomasschule verpflichtet hatte, vorüber waren, wollte der Sechzehnjährige (trotz einem Angebot der Ratskapelle in Hamburg) seinen Vertrag verlängern. Diesen Wunsch äußerte er jedoch erst nach Ablauf der Anmeldefrist, was ihm aufgrund der damaligen akademischen Gerichtsbarkeit eine Rüge und zwei Stunden Karzer einbrachte.
Im Sommer 1680 brach in Leipzig die Pest aus. Viele Zöglinge der Thomasschule erkrankten und starben, die anderen flohen aus der Stadt. Auch Österreich verließ Leipzig, laut Walther „auf Befehl seiner Eltern“, laut Soltys mit der Hilfe seines Bruders. In Hamburg wurde Österreich am Johanneum aufgenommen, das zu dieser Zeit unter der Leitung von Joachim Gerstenbüttel stand. Aufgrund seiner schönen Stimme erlangte er in Hamburg schon bald eine bescheidene Berühmtheit und wurde als Altist in der Ratskapelle angestellt. In dieser Position machte er die Bekanntschaft einiger einflussreicher Kaufleute, von denen er „aufs beste beschencket wurde“. Wie lange genau Österreich seine Anstellung in Hamburg versah, ist nicht sicher zu ermitteln. Höchstwahrscheinlich bereitete jedoch der einsetzende Stimmbruch seiner Karriere in der Ratskapelle ein Ende. Im Herbst 1683 immatrikulierte er sich an der Leipziger Universität, wohl aber nur um die Zeit seines Stimmwechsels zu überbrücken, denn ab Ende 1684 ist er schon wieder als Sänger – diesmal als Tenorist – an der Hamburger Gänsemarktoper tätig.

### Braunschweig-Wolfenbüttel (1686–1689)

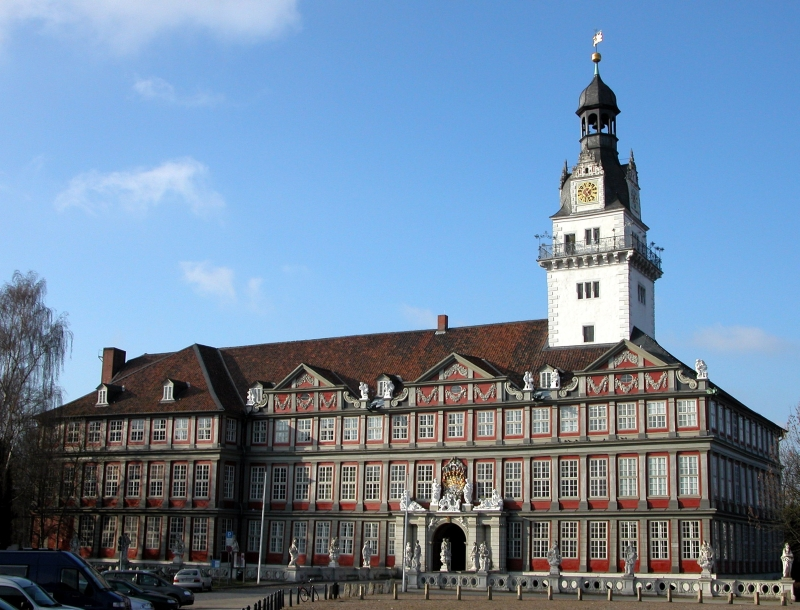
Schloss Wolfenbüttel, Österreichs Wirkungsstätte von 1686–1689 und von 1702–1735

Entscheidend für Österreichs musikalische Karriere war die zeitlebens anhaltende Freundschaft zu Johann Theile. Als der kunstliebende Anton Ulrich im Jahr 1685 zum Mitregenten des Herzogtums Braunschweig-Wolfenbüttel ernannt wurde und für die schönen Künste reichlich Geldmittel zur Verfügung stellte, war es Theile, der Österreich an den Wolfenbütteler Hof verpflichtete, ihn in seinem Haus aufnahm und ihm regelmäßigen Kompositionsunterricht erteilte. Parallel dazu führte Österreich seine Gesangsstudien bei den ebenfalls am Hof weilenden italienischen Kastraten Giuliano Giuliani und Vincentino Antonini weiter. Die Braunschweig-Wolfenbütteler Zeit war für ihn in jeder Hinsicht prägend und bedeutete gleichzeitig den Beginn seiner kompositorischen Tätigkeit. Die ersten Werke Georg Österreichs stammen aus den Jahren 1687/1688. Es sind die drei geistlichen Konzerte Laetatus sum in his, Levavi oculos meos und Ich will den Herrn loben allezeit, die weitaus stärker als seine später komponierten Werke in der kontrapunktischen Tradition Johann Theiles stehen.
Seine offiziellen Aufgaben bei Hofe beschränkten sich auf die Mitwirkung als Tenorist in der herzoglichen Kapelle und die Tätigkeit als „Cammer-Diener“. Kompositorische Verpflichtungen hatte er nicht wahrzunehmen, wenngleich seine in dieser Zeit entstandenen Werke mit an Sicherheit grenzender Wahrscheinlichkeit im Rahmen der Gottesdienste in der Wolfenbütteler Schlosskirche zur Aufführung kamen.
In Wolfenbüttel gründete Georg Österreich eine Familie und heiratete am 15. Oktober 1689, wohl kurz vor seinem Umzug nach Schleswig, die Brauerstochter Magdalena Darnedden. Sein Schwiegervater Hans Darnedden war ein angesehener Mann und vermachte dem Ehepaar bei seinem Ableben im Jahr 1702 ein Haus, einen Garten und eine beträchtliche Summe Geldes.

### Schleswig (1689–1702)

#### Berufung zum Hofkapellmeister

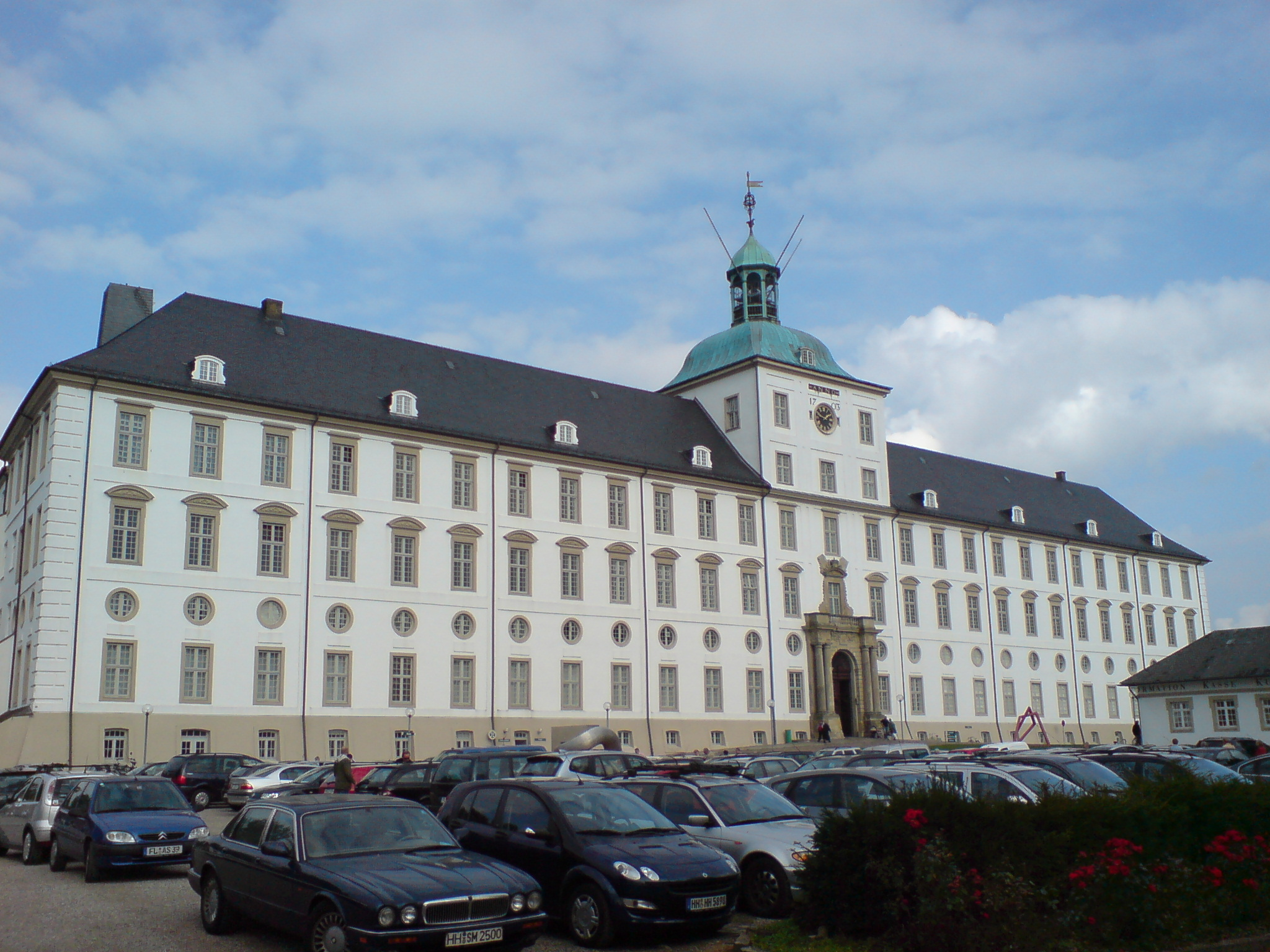
Schloss Gottorf, Österreichs Wirkungsstätte von 1689–1702

Das Herzogtum Holstein-Gottorf befand sich am Ende des 17. Jahrhunderts in einer politisch äußerst instabilen Lage. Mehrfach mussten die Gottorfer Herzöge ihre Schleswiger Residenz verlassen und nach Hamburg ins Exil ausweichen. Das hatte meist automatisch eine starke Reduzierung oder die Auflösung der Hofkapelle zur Folge. 1689, der Gottorfer Herzog Christian Albrecht befand sich schon seit drei Jahren im hamburgischen Exil, wurde Christian V. von Dänemark und Norwegen vom römisch-deutschen Kaiser gezwungen, den Vergleich von Altona zu ratifizieren (20. Juni). Dieser erlaubte es dem Gottorfer Hofstaat, nach Schleswig zurückzukehren. 
Johann Philipp Förtsch, der offiziell seit 1680 Kapellmeister Herzog Christian Albrechts war, dieses Amt aber aufgrund des Exils wohl über Jahre nur sporadisch ausführte, hatte inzwischen die medizinische Laufbahn eingeschlagen und war bereits eine geraume Zeit als Hofarzt für seinen Dienstherrn tätig. Eine Wiederaufnahme seiner Tätigkeit als Hofkapellmeister beabsichtigte er nicht. Mit der Rückkehr des Hofstaates nach Schleswig wurde es jedoch nötig, die frei gewordene Stelle als Hofkapellmeister mit einer fähigen Kraft neu zu besetzen. Förtsch, der mit Johann Theile und Georg Österreich seinerzeit an der Hamburger Oper zusammengearbeitet hatte und denen er wahrscheinlich auch freundschaftlich verbunden war, schlug Österreich für diesen Posten vor, der nachweislich spätestens im Advent 1689 die ersten Aufführungen als Gottorfer Hofkapellmeister leitete.
Während der Amtszeit Georg Österreichs avancierte die Gottorfer Hofkapelle zu einer der bedeutendsten im deutschsprachigen Raum.
Johann Gottfried Walther schreibt dazu: „und zogen nach der Hand viel feine Musici successive dahin, fürnehmlich aus der Capelle zu Dreßden und Wolffenbüttel, und gerieht die Capelle in grosse renomée, so lange der Hertzog lebete“

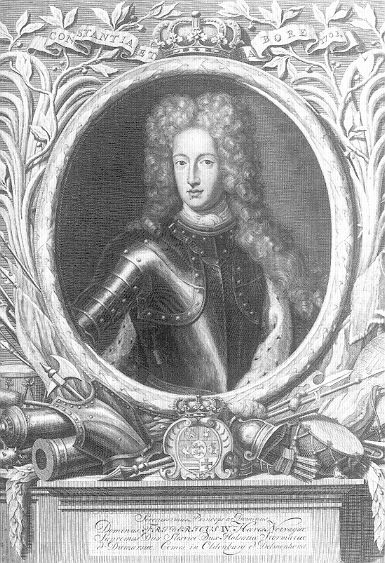
Herzog Friedrich IV. von Holstein-Gottorf

#### Aufenthalt in Coburg
In der Tat zeugen die bis heute erhaltenen Werke aus dem Bestand der Gottorfer Hofkapelle von einem überdurchschnittlich hohen musikalischen Niveau der Musikdarbietungen. Die Zeit der Blüte währte relativ kurz, denn am 27. Dezember 1694 starb Christian Albrecht 53-jährig. Sein Sohn, der 1671 geborene und politisch mäßig begabte Friedrich IV., veranlasste bald nach seinem Regierungsantritt die Entlassung vieler Kapellmitglieder, um mit dem eingesparten Geld seinen ausgeprägten Hang zu militärischer Repräsentation zu verwirklichen. Die Folge war, dass die höfische Musikpflege quasi zum Erliegen kam und Österreich für die Jahre 1695 bis 1697 eine Stellung als Hofkapellmeister in Coburg annahm. Auf welche Weise dieses Beschäftigungsverhältnis zustande kam und ob möglicherweise der Posten von vornherein befristet war, bis die Gottorfer Hofkapelle wiederhergestellt wurde, ist nicht mehr festzustellen. Es legt sich jedoch die Vermutung nahe, dass Österreich an den Coburger Hof lediglich „ausgeliehen“ wurde, denn in den Gottorfer Rechnungsbüchern der Jahre 1695 bis 1697 finden sich weitere jährliche Gehaltszahlungen in der Höhe von 80 Rthl. an ihn. Das entspricht nur einem Bruchteil seiner eigentlichen Kapellmeisterbezüge, die sich im Schnitt in der Zeit von 1689 bis 1694 auf 350 Rthl. jährlich beliefen, man könnte es aber als eine Art „Wartegeld“ deuten (Adam Soltys behauptet, Österreich habe in dieser Zeit keine Bezüge erhalten und sein Name fände sich nicht in den Gottorfer Rechnungsbüchern. Diese Aussage ist nicht haltbar.). Formal blieb er jedenfalls auch während seiner Tätigkeit am Coburger Hof Gottorfer Hofkapellmeister. Walther stellt die Coburger Anstellung Österreichs etwas anders dar. Er schreibt, Herzog Albrecht III. von Sachsen-Coburg habe Österreich in seine Coburger Residenz eingeladen und einige Werke bei ihm in Auftrag gegeben, die „bey den damaligen Festivitäten sollte gebrauchet werden“. Der Herzog war angeblich so begeistert von ihm, dass er ihn bat, als sein Hofkapellmeister in Coburg zu bleiben und die Nachfolge des kurz zuvor verstorbenen Johann Georg Künstel anzutreten.

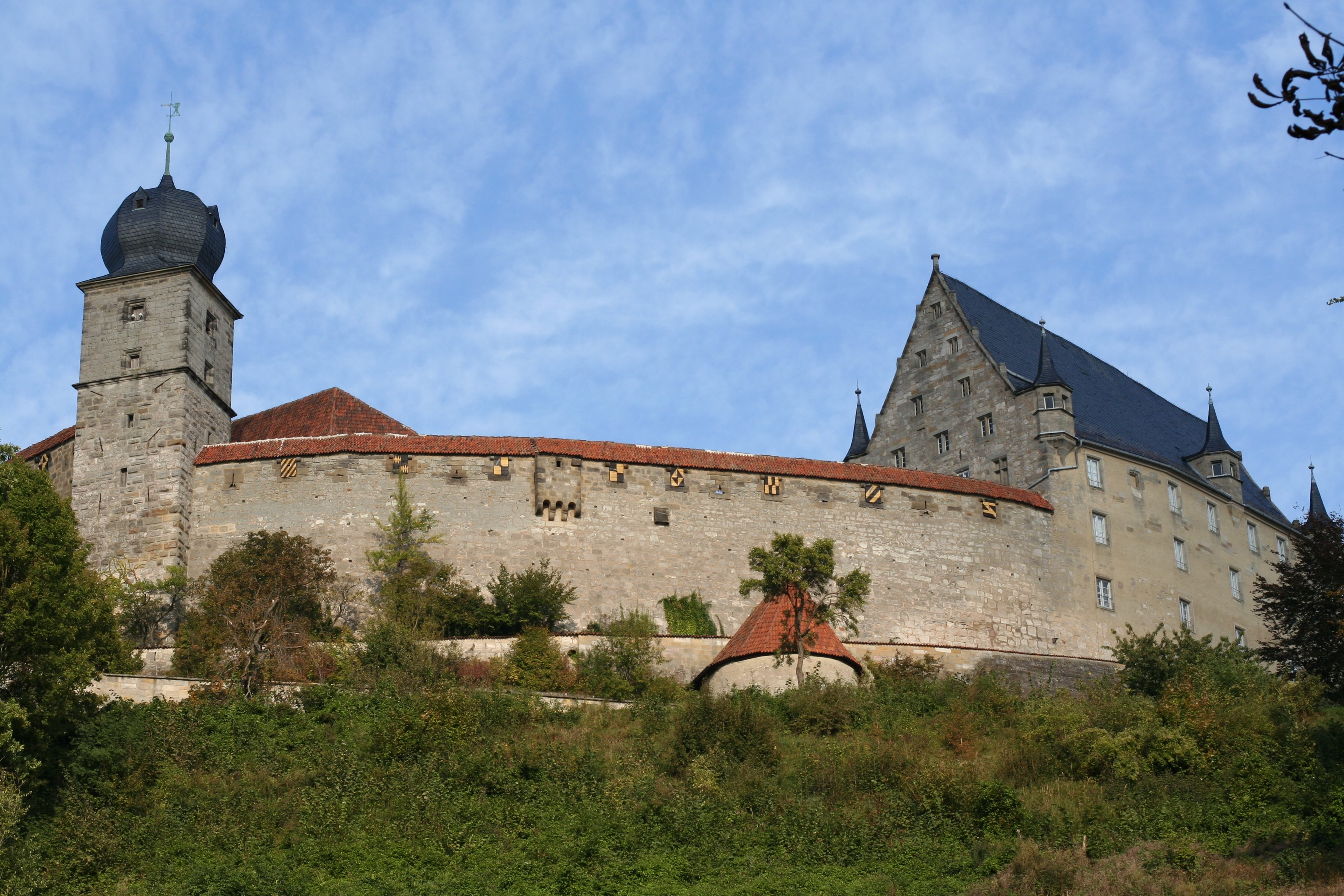
Veste Coburg, ehemaliger Sitz der Herzöge zu Sachsen-Coburg

Egal, ob er nun ursprünglich einen befristeten Vertrag hatte oder eine Einladung des Herzogs in Coburgische Dienste zu treten, Österreich spielte wohl in jedem Fall mit dem Gedanken, bei Albrecht III. zu bleiben, denn die Arbeitsbedingungen in Coburg scheinen aufgrund der relativ stabilen politischen Lage sehr viel inspirierender gewesen zu sein, als in Gottorf. Friedrich IV. wollte jedoch in einen endgültigen Wechsel nach Coburg nicht einwilligen und versprach, dass er im Falle der Rückkehr Österreichs nach Schleswig die Reduzierung der Hofkapelle rückgängig machen würde, was den Kapellmeister veranlasste, in seine alte Stellung zurückzukehren. Ob der Herzog sein Versprechen in die Tat umsetzte, ist nicht sicher zu ermitteln. Zwar ist in einigen Schriftstücken aus den Jahren 1698 bis 1702 von der „HofCapelle“ die Rede und auch die nachweislich aufgeführten Werke erfordern eine zum Teil beachtliche Anzahl an Musikern, jedoch finden sich in den Rechnungsbüchern des Hofes lediglich Belege für Gehaltszahlungen an den Kapellmeister und einen Organisten. Wahrscheinlich wurde für größer besetzte Musikdarbietungen auf auswärtige Sänger und Instrumentalisten zurückgegriffen, die keine jährlichen Bezüge erhielten und projektgebunden bezahlt wurden.

#### Niedergang der Gottorfer Hofmusik
Als Friedrich IV. 1701 nach Osten aufbrach, um als schwedischer Generalissimus an der Seite seines Schwagers Karl XII. von Schweden am Großen Nordischen Krieg teilzunehmen, wurde die gesamte Hofhaltung in Schleswig erneut aufgelöst. Nur Österreich als Kapellmeister verblieb in seiner Position. Ihm wurde jedoch vom Herzog persönlich gestattet, „daß er seine Familie nach seiner Heimat transportieren und indessen anderer Orten einigen Opern und Musiquen beywohnen mögte, da er sich dann sobald unsere Hofhaltung allhier wieder aufgerichtet, oder wir es sonsten gnedig befehlen würden, sich zur Abwartung seiner function unterthänigst einfinden wolte“. Österreich hatte inzwischen von seinem kurz zuvor verstorbenen Schwiegervater Hans Darnedden in Braunschweig ein Brauhaus geerbt (dabei handelte es sich um das Haus „zur güldenen Rose“ auf dem Kohlmarkt), welches er zusammen mit seiner Familie im Sommer des Jahres 1702 bezog. Gegen Ende desselben Jahres hatte er die Aufgabe, seine Pflichten als Hofkapellmeister in Gottorf aufs Neue wahrzunehmen: Herzog Friedrich IV. war am 19. Juli in der Schlacht bei Klissow gefallen und wurde am 19. Dezember im Rahmen einer großen Trauerfeier im Dom zu Schleswig beigesetzt. Georg Österreich hatte die musikalische Ausgestaltung des Gottesdienstes zu übernehmen. Zur Aufführung kam damals eine  dreiteilige Trauermusik, die sich bis heute erhalten hat. Auf dem Titelblatt des zweiten Teils befindet sich folgender handschriftlicher Vermerk Österreichs:

„Beÿ der BeErdigung Seiner in Gott höchst seeligst ruhenden weÿland Hochfl. Durchl. Hertzog Friederichs. Erben zu Norwegen, Regierenden Hochfl. Durchl. zu Schlesewig Hollstein, Gottorp. welche Ao: 1702 in der Schlacht in Pohlen geblieben.“

Adam Soltys schreibt über diese Trauermusik etwas verklärt, dass Österreich sie wohl bereits im Sommer 1702 in Angriff nahm, nachdem er die Nachricht vom Tod des Herzogs erhalten hatte, denn sie stehe „in ihrer Vollendung und planmäßigen Disposition des Textes und der Musik unter seinen kirchlichen Werken fast unerreicht da“. Der zentrale zweite Teil dieser Trauermusik war ein Werk, dessen biblischer Ausgangspunkt der Tod Jonatan ist (2. Buch Samuel 1, 17–27) und das den Titel Actus Funebr. Plötzlich müßen die Leuthe sterben trägt. Wie die autographe Partitur erkennen lässt, entstand dieses Werk in mindestens zwei Fassungen. In der ersten wird die biblische Handlung von einem kurzen Rezitativ unterbrochen, in dem die Hinterbliebenen (darunter die Mutter, die Frau und der Sohn des Herzogs sowie Karl XII. von Schweden als Schwager) den Tod des Herzogs beklagen. Dieser Teil entfiel für die definitive Version, für die Österreich stattdessen eine „Ode auff den Gnädig verordneten Leichen Text“ komponierte; diesen Text hatte der Gottorfer Oberhofprediger Heinrich Muhlius offenbar erst nachträglich gedichtet.
Aufgrund diverser Dokumente liegt die Annahme nahe, dass Georg Österreich bis zu seinem Lebensende den Titel des Gottorfer Hofkapellmeisters innehatte, auch wenn er dieses Amt nur noch selten ausübte. Aus dem Jahr 1704 sind beispielsweise die beiden in Kiel entstandenen Kantaten Ich bin die Auferstehung und Herr Jesu Christ, wahr’ Mensch und Gott überliefert. Adam Soltys wertete diese Tatsache als einen Versuch Österreichs nach seiner Entlassung wieder eine neue Anstellung zu finden; doch viel wahrscheinlicher ist es, dass er lediglich seine Kapellmeisterpflichten wahrnahm, denn Kiel war seit jeher bedeutende Nebenresidenz der Gottorfer Herzöge und ab 1713 sogar deren Hauptresidenz. Außerdem findet sich im Kirchenbuch der Schlosskapelle Wolfenbüttel aus dem Jahr 1729 noch ein Eintrag, der Österreichs Dienstverhältnis mit dem Haus Holstein-Gottorf noch sechs Jahre vor seinem Tod bestätigt. Es geht dabei um die Eheschließung seiner Tochter Sophia Amalie.

„Am 18. Oktober des Abends zwischen 5 bis 6 wurden Herr Friedrich Christoph Oldekop […] und Jungfer Sophia Amalia Oesterreichischen Herrn Oesterreichs bey des regierenden Herrn Herzogs August Wilhelm Herzogen zu Braunschweig und Lüneburg Hochfürstl. Durchl. bestalten Cammermusici und Hochfürstl. Schlesvig-Holsteinischen Kapellmeisters eheleibl. Tochter in des H. Amtmanns Deneken Hause hieselbst privatim copuliret; von dem Consistorial-Rat Dreißigmark.“

Bestätigt wird die Annahme, dass Österreich nie aus den Diensten des Hauses Holstein-Gottorf entlassen wurde noch durch ein weiteres Dokument. Im September 1704 richtete er sich in einem Schreiben an den Gottorfer Herzog und bat um die Auszahlung seines seit fast zwei Jahren rückständigen Gehaltes „weil dessen anjetzo benötiget“ und verwies darauf, dass seine „wenige Habseligkeiten inzwischen fast consumiret“ seien. Österreich bat den Herzog darüber hinaus, ihn nun gänzlich aus seinen Diensten zu entlassen, damit er sich nach einer anderen Stelle umsehen könne. Inwieweit eine Einigung in den angesprochenen Punkten erfolgte, lässt sich nicht mehr nachvollziehen. Wahrscheinlich ist jedoch, da dem Dokument kein Hinweis über die Art der Erledigung zu entnehmen ist, dass eine Entlassung Österreichs nicht stattfand. Und auch Walther äußert sich zu diesem Thema. Er schreibt, Österreich wurde „als der neue Landesherr, des Herzog Karl Friedrich’s Königl. Hochheit zum erstenmal Teutschen Boden betraten, und auf dem Herzogl. Wolfenbüttelschen Lustschlosse Salzthalum die Visite gaben, von neuem als Dero Capellmeister confirmiret, wie denn auch der berühmte Hamb. Herr Mattheson gleiche Dignität gütigst überkommen. Inzwischen bleiben beide an Ihren bisherigen Orten, weil ihre Königl. Hochheit vorerst nur das einzige Herzogtum Holstein wieder in Besitz genommen, das Herzogtum Schleswig aber wieder zu erhalten in Hoffnung leben.“

### Braunschweig-Wolfenbüttel (1702–1735)

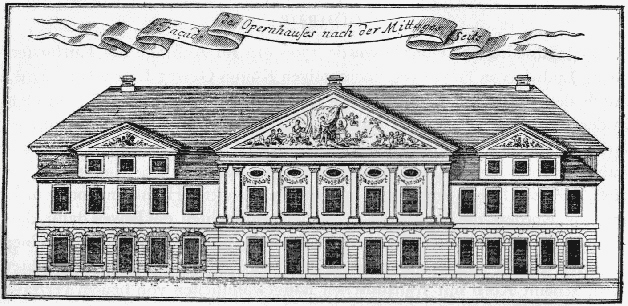
Braunschweig, Oper am Hagenmarkt

Es ist nicht genau zu rekonstruieren, welcher Beschäftigung Österreich unmittelbar nach seinem Umzug nach Braunschweig nachging. Zunächst wird er und seine Familie wohl von der Erbschaft Hans Darneddens sowie den Erlösen des Brauhauses gelebt haben. Wie aber dem bereits zitierten Schreiben vom September 1704 zu entnehmen ist, sind wohl die Ersparnisse allmählich zur Neige gegangen und Österreich wird sich auch ohne die endgültige Entlassung aus Gottorfer Diensten nach einer neuen Anstellung umgesehen haben. Walther schreibt, er hätte bei der „Cammer- und Kirchenmusik“ mitgewirkt und das Kantorat an der Schlosskirche übernommen. Nachgewiesen werden kann seine Tätigkeit als Schlosskantor erst ab dem Jahr 1724, jedoch ist nicht auszuschließen, dass er dieses Amt auch schon früher bekleidete. Walther erwähnt weiterhin, Österreich übernahm „die Information einiger Kantatricen mit Hochfl. Befehl, mit besonderem gutem Effekt bei den mehrsten und dirigierte in Abwesenheit des Herrn Kapellmeisters die Fürstl. Kirchenmusik“. Ob damit Georg Caspar Schürmanns Abwesenheit in den Jahren 1701 bis 1707 gemeint ist, oder ob es sich einfach nur um sporadische Vertretungen handelte, wenn der Hofkapellmeister gerade anderweitig beschäftigt war, bleibt offen. Sicher ist, dass Österreich spätestens ab 1708 und bis wenigstens 1721 bei den Opernaufführungen im Braunschweiger Theater am Hagenmarkt mitwirkte. Dieses Opernhaus wurde 1690 durch Herzog Anton Ulrich gegründet und brachte zweimal jährlich zu den Zeiten der Braunschweiger Messe eigene Produktionen auf die Bühne. Erstmals ist Österreichs Mitwirkung für die Aufführung der Oper Der erfreuten Ocker Schäfer eingestelltes Fest von Georg Caspar Schürmann im Jahr 1708 genannt; wahrscheinlich hat er aber auch schon früher mitgewirkt, nur sind die Besetzungslisten für diese Zeit sehr lückenhaft überliefert.
In Braunschweig-Wolfenbüttel kam Österreich mit den modernen Musikströmungen seiner Zeit in Kontakt. War es noch im ausgehenden 17. Jahrhundert der von Hofkapellmeister Johann Sigismund Kusser gepflegte französische Stil, der absolut in Mode war, so vollzog sich zu Beginn des 18. Jahrhunderts eine drastische Wende. Georg Caspar Schürmann, der bereits nachweislich seit 1694 für den Braunschweig-Wolfenbütteler Hof tätig war, wurde 1701 von Herzog Anton Ulrich zum Studieren nach Italien geschickt, um sich dem musikalischen Zeitgeschmack anzupassen. auch Österreich wurde von diesen Neuerungen beeinflusst. Er änderte seine Musiksprache drastisch. Aus der Übergangszeit zwischen 1704 und 1719 sind kaum Werke von ihm überliefert, so dass der Entwicklungsprozess nur bruchstückhaft nachvollzogen werden kann.
Neben seinen Verpflichtungen als Sänger, Schlosskantor und Gesangslehrer unterrichtete Österreich auch Komposition und gab sein bei Johann Theile erlerntes Wissen vor allem bezüglich des Kontrapunktes weiter. Der bedeutendste seiner Schüler war wohl Heinrich Bokemeyer, der von 1720 Kantor der fürstlichen Schule zu Wolfenbüttel war und ab 1739 der Mizlerschen Sozietät der Wissenschaften angehörte. Wie lange Bokemeyer von Österreich unterrichtet wurde, ist nicht mehr bekannt (belegt ist ein Lehrer-Schüler-Verhältnis für die Zeit „um 1706“), jedenfalls scheint sich ein enges freundschaftliches Verhältnis zwischen den beiden aufgebaut zu haben. Wohl aus diesem Grund veräußerte Österreich in den 1720er Jahren sukzessive seine bereits in Gottorf angelegte Musikaliensammlung vorwiegend geistlicher Kompositionen an Bokemeyer, der diese dann durch meist weltliche Werke zeitgenössischer Komponisten vermehrte. Diese Sammlung existiert noch heute (zumindest wenigstens die Hälfte davon) und wird in der Staatsbibliothek zu Berlin – Preußischer Kulturbesitz aufbewahrt. Sie umfasst aktuell 1839 Titel, die hauptsächlich in Form von Partituren vorliegen und ist unter dem Namen „Sammlung Bokemeyer“ den meisten Musikwissenschaftlern ein Begriff. 1702 Werke gehen allerdings auf den Bestand der Gottorfer Hofkapelle zurück, so dass die Bezeichnung ein wenig irreführend ist.
An verschiedenen Stellen ist zu lesen, dass Österreich in Wolfenbüttel den Posten eines Vizekapellmeisters versah allerdings ist diese Angabe durch keines der noch heute erhaltenen Dokumente zu belegen, da viele Archivalien der Zeit in den beiden Weltkriegen verloren gingen. De facto scheint Österreich jedoch den Posten des Vizekapellmeisters ausgeübt zu haben, auch wenn er möglicherweise nicht explizit als solcher bestallt war.
Zum Ende der 1720er Jahre zog sich Österreich nach und nach aus dem musikalischen Geschehen Braunschweig-Wolfenbüttels zurück. Wahrscheinlich nicht zuletzt, weil italienische Komponisten und mit ihnen auch eine modernere Musiksprache immer mehr in Mode kamen. Am 9. Mai 1735 wurde der über Jahrzehnte hinweg als Hofkapellmeister tätig gewesene Georg Caspar Schürmann in den Ruhestand geschickt, weil seine Art zu komponieren dem neuen Herzog Ferdinand Albrecht II. (Regierungsantritt im März 1735) zu antiquiert vorkam. Österreich sollte nach den Plänen des Herzogs in seiner Position als Hofkantor bleiben, doch starb er wenig später. Im Kirchenbuch der Schlosskapelle ist zu lesen, dass Österreich am 6. Juni 1735 „des Abends um zehn Uhr nach einer kurzen Krankheit sanft und seelig verstorben und am 10. beigesetzet worden.“
Georg Österreich hatte mit seiner Frau Magdalena geb. Darnedden, die im November 1728 starb, vier Kinder:
- Johann Samuel (25. Mai 1691 – 27. Mai 1712)
- Anton August (19. Dezember 1692 – 1745)
- Georg Christoph (5. November 1694 – 1762)
- Sophie Amalie (20. Juni 1696 –?)

Die hohe gesellschaftliche Stellung, die Österreich in seiner Position als Gottorfer Hofkapellmeister innehatte, wird deutlich durch die Liste der Taufpaten seiner Kinder. Unter ihnen befinden sich so prominente Persönlichkeiten wie Herzog Anton Ulrich von Braunschweig-Wolfenbüttel, Erbprinz und späterer Herzog August Wilhelm von Braunschweig-Wolfenbüttel, sowie dessen zweite Frau Sophie Amalie geborene Herzogin von Holstein-Gottorf, außerdem Österreichs Amtsvorgänger und Lehrer Johann Theile.
Die Söhne Georg Österreichs schlugen allesamt die Theologenlaufbahn ein und waren in hohen kirchlichen Ämtern im norddeutschen Raum tätig. Seine Tochter Sophie Amalie widmete sich der Musik und avancierte zu einer gefeierten Opernsängerin am Braunschweiger Theater.

## Bewertung der biografischen Quellen
Der Stammbaum der Familie Österreich lässt sich noch bis ins 20. Jahrhundert rekonstruieren. Letzter direkter Nachfahre Georg Österreichs war die Ehefrau des Generalmajors Georg Julius Heinrich Reinecke-Österreich (1861–1945), die mit ihrem Gatten in der Rübeländerstraße 1 in Blankenburg/Harz wohnte. Sie starb in den 1950er Jahren kinderlos. Im Besitz der Familie befanden sich einige Briefe Georg Österreichs sowie eine Autobiografie in des Komponisten eigener Handschrift. Als Adam Soltys im Jahr 1922 seine Dissertation Georg Österreich (1664–1735); sein Leben und seine Werke. Ein Beitrag zur Geschichte der norddeutschen Kantate schrieb, lagen ihm diese Dokumente vor und er zitierte an einigen Stellen seiner Arbeit daraus. Trotz intensiver Nachforschungen konnte der Verbleib der Handschriften bis heute nicht geklärt werden. Die einzigen verlässlichen Informationsquellen über das Leben Georg Österreichs sind somit Notizen, Briefe und Kämmereiakten der Höfe, an denen er angestellt war. Das Landesarchiv in Schleswig bewahrt viele wertvolle Dokumente aus Österreichs Gottorfer Zeit auf, während ein Großteil der Archivalien Braunschweig-Wolfenbüttels im Zweiten Weltkrieg verloren ging.
Eine weitere wichtige biografische Quelle ist der Artikel Österreich in Johann Gottfried Walthers Musicalischem Lexicon von 1732. Aufgrund der detaillierten Angaben kann man davon ausgehen, dass er seine Informationen von Österreich selbst erhielt. Es ist sogar anzunehmen, dass Österreich seine eingangs erwähnte Autobiografie speziell für Walther verfasste. Natürlich müssen bei der Darstellung der Beweggründe seiner verschiedenen Anstellungswechsel Abstriche gemacht werden, denn es ist offensichtlich, dass eine wahrheitsgemäße Wiedergabe der oftmals widrigen Umstände, unter denen Österreich zu leiden hatte und die sich zweifelsfrei aus den Gottorfer Hofakten rekonstruieren lassen, eine Verstimmung mit seinem Dienstherrn, dem er zum Zeitpunkt der Veröffentlichung des Lexikons aller Wahrscheinlichkeit nach formal noch immer unterstand, zur Folge gehabt hätte. Demzufolge sind einige Angaben Walthers durchaus mit Vorsicht zu genießen und zu hinterfragen.

## Werke

### Einführung

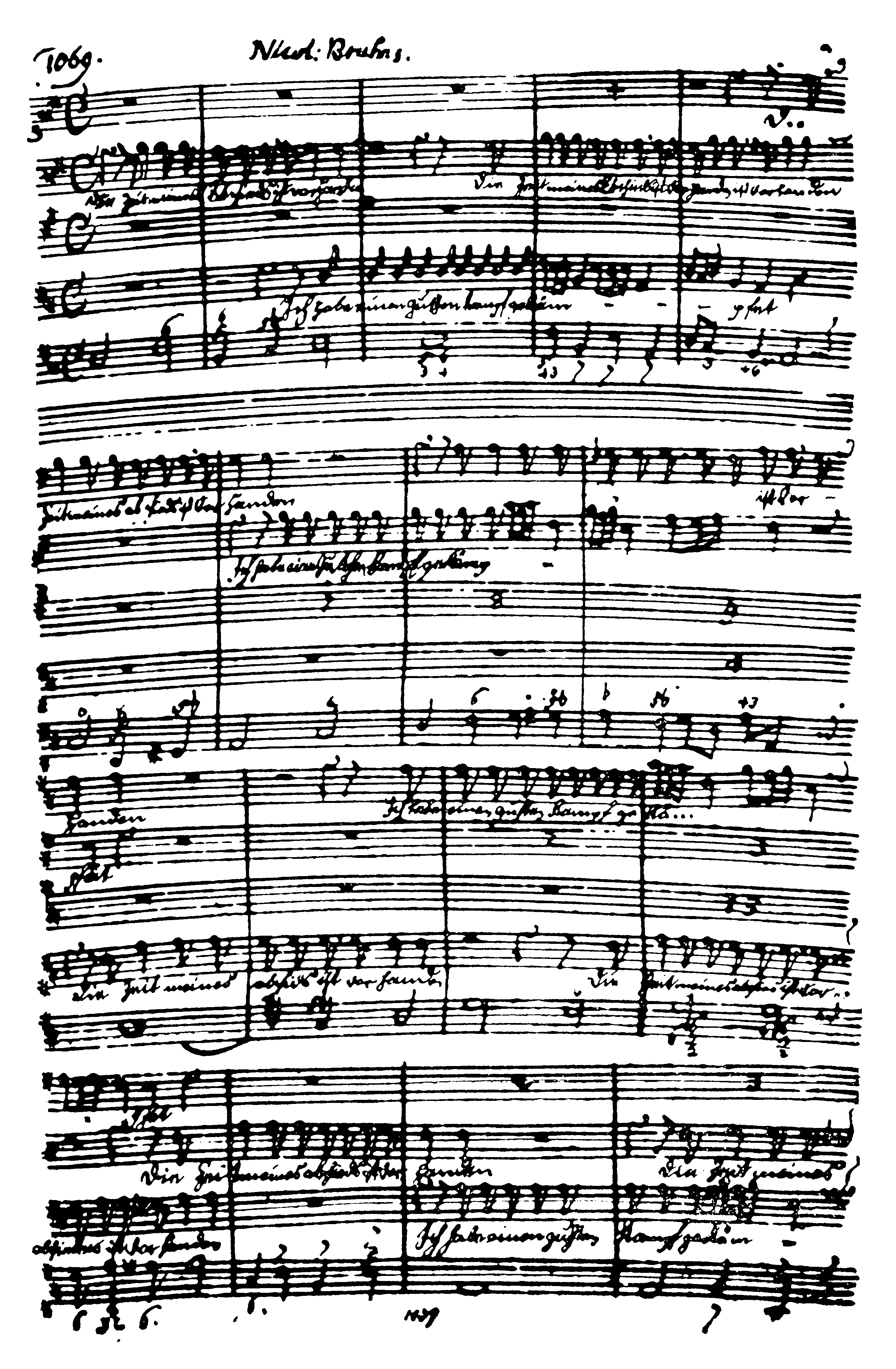
Georg Österreichs Partiturabschrift von Nicolaus Bruhns’ Kantate Die Zeit meines Abschieds ist vorhanden

Harald Kümmerling, der sich durch die Katalogisierung der „Sammlung Bokemeyer“ als Musikwissenschaftler einen Namen gemacht hat, äußert sich in der Musikenzyklopädie Die Musik in Geschichte und Gegenwart sehr geringschätzig über die kompositorischen Fähigkeiten Georg Österreichs:

„Österreich war wie G. Düben ein großer Sammler, aber ein unfruchtbarer Komp[onist].“

Die Sammelleidenschaft der Kapellmeister Gustav Düben in Stockholm und Georg Österreich in Gottorf bzw. Braunschweig-Wolfenbüttel ist als nahezu einzigartig in der Musikgeschichte anzusehen. Diese großen Musikalienbibliotheken sind von außerordentlichem Wert, vermitteln sie doch einen einzigartigen Einblick in die Musikpraxis des ausgehenden 17. und beginnenden 18. Jahrhunderts. Dank dieser Sammlungen sind die Werke so berühmter Komponisten, wie z. B. Dietrich Buxtehude, Nicolaus Bruhns, Johann Rosenmüller, Matthias Weckmann, Vincent Lübeck, Johann Philipp Krieger etc. überhaupt erst erhalten geblieben. Aber sowohl Gustav Düben, wie auch Georg Österreich waren herausragende Komponisten ihrer Zeit. Als Harald Kümmerling seinen MGG-Artikel schrieb, waren die Bestrebungen der historischen Aufführungspraxis noch nicht so weit gediehen, die Musik des Früh- und Hochbarock angemessen wiederzugeben. Möglicherweise ist das ein Grund, warum er eine solch energische Meinung vertrat. Georg Österreich war sicher kein innovativer Komponist, aber er verstand sein Handwerk überdurchschnittlich gut und war zu Lebzeiten hochgeachtet.

### Werkverzeichnis
Im nachfolgenden Werkverzeichnis sind sämtliche bekannten Kompositionen Georg Österreichs aufgeführt, einschließlich der zweifelhaften und zugeschriebenen. Mit einem Asterisk (*) gekennzeichnet sind diejenigen Werke, die seit der Mitte des 20. Jahrhunderts Georg Österreich zugeschrieben wurden, obwohl die meisten von ihnen den Komponistennamen seines Bruders Michael tragen. Die Überlegungen, die dazu führten, die Autorschaft Michael Österreichs in Zweifel zu ziehen, sind nicht mehr nachvollziehbar, weil die betreffende Hochschulschrift nicht mehr nachweisbar ist. Neue Quellenuntersuchungen und lokalhistorische Nachforschungen haben ergeben, dass pauschale Zweifel an der Autorschaft Michael Österreichs nicht gerechtfertigt sind.
| Titel                                                 | Besetzung                              | Datierung/Bemerkung                                                   |
| ----------------------------------------------------- | -------------------------------------- | --------------------------------------------------------------------- |
| Ach bleib bey unß *                                   | ATB, 2vl, vltta, fg, bc                | Friedrichsberg, 17. Februar 1693                                      |
| Ach Herr, wie sind meiner Feinde soviel               | T, clar, 2vl, vltta, fg, Bc            | Schleswig, Dezember 1699                                              |
| Alle Menschen müßen sterben                           | SATBB, 3ob, 2vl, 2vltte, 2fg, bc       | Schleswig, März 1701                                                  |
| Aller Augen warten auf dich                           | SATB, 2vl, 2ve, bc                     | keine Angaben                                                         |
| Congregantes Philistei                                | SATB, 3clar, 3vl, bc                   | Bearbeitung einer Komposition C. Försters                             |
| Das Wort ward Fleisch *                               | SATB, 2vl, 2vle, fg, bc                | Friedrichsberg, 29. November 1694                                     |
| Der Gerechten Seelen sind in Gottes Hand              | SSATB, 2vl, 2vle, bc                   | nur teilweise von Österreich                                          |
| Der Himmel lacht in unser Glücke                      | T, 2ob/fl, alt-ob, 2vl, 2vltte, fg, bc | Lollfuß, 3. Februar 1694                                              |
| Des Menschen Sohn wird seine Engel senden *           | SATB, 2vl, 2vle, fg, bc                | Friedrichsberg, 26. Januar 1693                                       |
| Die Schönheit, die ein Hertz                          | S, ob, vl, vltta, vc, bc               | keine Angaben                                                         |
| Dixit Dominus                                         | STB, 2vl, vc, bc                       | keine Angaben                                                         |
| Durch die Welt erschall und gehe                      | SSATB                                  | Schlusschor zu einer Komposition J. F. Maistres                       |
| Durch Klippen, Berg und Stein                         | S, 2ob/fl, vla, fg, bc                 | Braunschweig, 2. Oktober 1711                                         |
| Du Tochter Zion freue dich                            | SATB, 2vl, 2vle, vc, bc                | Schleswig, 1689                                                       |
| Entweiche Sorgennacht                                 | S, 2vl, vla, fg, bc                    | keine Angaben                                                         |
| Erklähret euch, ihr Gottheits schwangern Blicke       | S, bc                                  | keine Angaben                                                         |
| Es ist hier kein Unterschied *                        | ATB, 2vl, vltta, fg, bc                | Friedrichsberg, 10. Februar 1693                                      |
| Fahr hin, o Welt                                      | SATB, vl, 3vdg, bc                     | keine Angaben                                                         |
| Freu dich sehr, o meine Seele                         | SATB, 2vl, 2vltte, fg, bc              | Gottorf, 10. September 1697                                           |
| Frolocket ihr getreuen                                | S, 2ob, 2vl, vltta, vc, bc             | 1. Januar 1719                                                        |
| Gläntze, du erwünschte Licht                          | S, 3vdg, bc                            | Auf den Gebuhrtstag Ihro Hochfl. Durchl. der Herzogin zu Coburg, 1695 |
| Gnädigste Fürstin, der Cimber vergnügen               | T, 4ob, 2vl, 2vle, fg, vc, bc          | 11. April 1694                                                        |
| Gottes Ruhm muß stets erschallen                      | S, ob, vl, bc                          | keine Angaben                                                         |
| Herr Jesu Christ, meins Lebens Licht                  | SATB, 2vl, 2vltte, fg, bc              | Februar 1698                                                          |
| Herr Jesu Christ, wahr’ Mensch und Gott               | SATB, 2vl, 2vltte, fg, bc              | Kiel, 6. Dezember 1704                                                |
| Ich bin die Auferstehung und das Leben                | SSATTBB, 2ob/fl, 2vl, 2vltte, fg, bc   | Kiel, 1. Dezember 1704                                                |
| Ich habe einen guten Kampf gekämpfet                  | SATB, 2vl, vla, bc                     | keine Angaben                                                         |
| Ich habe einen guten Kampf gekämpfet *                | ATB, vl, 2vdg, vln, bc                 | keine Angaben                                                         |
| Ich weiß, daß mein Erlöser lebet                      | T, 2vl, 2 vle, bc                      | 1690                                                                  |
| Ich will den Herren loben                             | SATB, 2vl, 2vltte, bc                  | 6. Februar 1688                                                       |
| Ist wohl dein Helden Mut                              | TT, vdg, bc                            | Schleswig, August 1697                                                |
| Laetatus sum in his                                   | ATB, 2vl, 2vle, fg, bc                 | Dezember 1687                                                         |
| Levavi oculos meos                                    | SATB, 2vl, 2vle, vc, bc                | 20. März 1688                                                         |
| Meine Sonn ist gantz verschwunden                     | S, 2vl, vltta, fg, bc                  | keine Angaben                                                         |
| Nimm das Opfer unsrer Hertzen                         | S, 2vl, vltta, bc                      | ursprünglich G. C. Schürmann zugeschrieben, 1. Januar 1720            |
| O du hochdurchleucht’ges Paar                         | SSATB, 2vl, 2vle, bc                   | 3. Mai 1693                                                           |
| O höchst beglückte Tages Blicke                       | S, 2ob, 2vl, vltta, bc                 | Wolfenbüttel, 1. Januar 1717                                          |
| Plötzlich müßen die Leuthe sterben (Actus Funebris)   | SSATBB, 2ob, 2vl, 2vltte, vln, bc      | Gottorf, 19. Dezember 1702                                            |
| Ruhe sanft in Gottes Hand                             | SATB, 2vl, vla, bc                     | Schleswig, März 1701                                                  |
| Sanctus *                                             | SATB, 2vl, 2vle, fg, bc                | 6. April 1691                                                         |
| Sanctus *                                             | SATB, 2vl, 2vle, fg, bc                | 15. Dezember 1692                                                     |
| Sanctus *                                             | SAATB, 2clar, 2vl, 2vle, fg, bc        | Friedrichsberg, 27. Mai 1693                                          |
| Sanctus *                                             | SAATB, 2clar, 2vl, 2vle, fg, bc        | Friedrichsberg, 12. März 1694                                         |
| Seel’ge Fürstin, ruhe wohl                            | SATB, 3vdg, bc                         | keine Angaben                                                         |
| Seelig sind die Todten                                | SSATB, 2vl, 2vla, bc                   | keine Angaben                                                         |
| Sende dein Licht und deine Wahrheit *                 | TTB, 2vl, vdg, fg, bc                  | Friedrichsberg, März 1690                                             |
| Sey willkommen wehrte Nacht                           | SATB, 2vl, 2vle, bc                    | zweifelhaft                                                           |
| Sie ist fest gegründet                                | SSATB, 2vl, 2vltte, viola basso, bc    | 1691                                                                  |
| So muß demnach die Zeit verschwinden                  | S, 2ob, 2vl, vla, bc                   | 1. Januar 1718                                                        |
| Ubi eras, o bone Jesu?                                | SA, 3vle, bc                           | Bearbeitung einer Komposition Fr. de la Portas                        |
| Und Jesus ging aus von dannen                         | SSATB, 2vl, 2vltte, fg, bc             | Lollfuß, März 1693                                                    |
| Unser keiner lebet ihm selber                         | SSATB, 2vl, 2vle, fg, bc               | nur teilweise von Österreich                                          |
| Unser Leben wäret siebentzig Jahr                     | SSATTBB, 4vl, 2vle, 4vdg, fg, bc       | ursprünglich J. Ph. Förtsch zugeschrieben                             |
| Valet will ich dir geben                              | SATB, 3vle, fg, bc                     | keine Angaben                                                         |
| Vater unser, der du bist im Himmel *                  | SSAT, 2vl, 2vle, fg, bc                | Friedrichsberg, 18. Mai 1693                                          |
| Verknüpftes Götter Paar                               | S, clar, ob, 2vl, vltta, fg, bc        | Schleswig, September 1698                                             |
| Verlaß mich nicht                                     | SATB, 2vl, 2vle, bc                    | Lollfuß, 14. November 1693 (zugeschrieben)                            |
| Weise mir, Herr, deinen Weg                           | SATB, 2ob, 2vl, 2vltte, vc, bc         | Schleswig, 1695                                                       |
| Weise mir, Herr, deinen Weg                           | SATB, 2vl, 2vle, vc, bc                | keine Angaben                                                         |
| Welt gepriesnes Fürsten-Kind                          | SS, vl, 3vdg, bc                       | 8. September 1711                                                     |
| Wenn heute Land und Lufft erschallen                  | S, 2ob, 2vl, vltta, 2fg, bc            | 1. Januar 1721                                                        |
| Wie eilstu edler Geist von hinnen                     | SSATB, 2vl, 2vle, bc                   | Schleswig, 1694                                                       |
| Wie kömbt es doch, daß Phöbus goldgläntzende Strahlen | SATB, 2vl, 2vle, fg, bc                | Coburg, 1695                                                          |
| Wie süß ist es, geliebt zu sein                       | S, 2ob, vc, bc                         | keine Angaben                                                         |
| Willkommen, hohe Gäst                                 | SSATB, 2vl, 2vle, bc                   | zweifelhaft                                                           |
| Wir haben nicht einen Hohen Priester                  | SSATTBB, 3vl, 3vltte, fg, bc           | Schleswig, 1695                                                       |
| Zeige dich, erwünschtes Licht                         | S, 3vdg, bc                            | 18. Oktober 1698                                                      |
| Zweyerley bitt ich von dir *                          | SSB, 2vl, 2vle, bc                     | August 1690, In Dom. 9. post Trin.                                    |

| S  | Sopran  | A   | Alt   | T   | Tenor | B   | Bass    | ob    | Oboe     | fl    | Flöte    | fg  | Fagott         | clar | Clarino        |
| vl | Violine | vla | Viola | vle | Viole | vln | Violone | vltta | Violetta | vltte | Violette | vdg | Viola da Gamba | bc   | Basso Continuo |